# Vincent Boury
Pour les articles homonymes, voir Boury.
Vincent Boury, né le 21 juin 1969 à Colmar, est un pongiste handisport français.
Il représenta la France aux Jeux paralympiques d'été de 2008, en classe 2, et remporta la finale dans sa catégorie, battant le Français Stéphane Molliens.
Outre son titre de champion paralympique, il avait précédemment remporté une médaille d'argent aux Jeux paralympiques de 1996, et une médaille de bronze aux Jeux de 2000. Il fut vice-champion du monde à trois reprises, en 1998, en 2002 et en 2006. Il remporta la Coupe du Monde par équipe en 2002.
Sa devise, "A donf", reflète bien son état d'esprit.

## Palmarès

### Jeux paralympiques
- Médaille d'argent par équipes aux Jeux paralympiques d'été de 2012 à Londres
- Médaille d'or en simple aux Jeux paralympiques d'été de 2008 à Pékin
- Médaille d'argent par équipes aux Jeux paralympiques d'été de 2008  à Pékin
- Médaille de bronze aux Jeux paralympiques d'été de 2000 à Sydney
- Médaille d'argent aux Jeux paralympiques d'été de 1996 à Atlanta

### Championnats du monde
- Médaille d'argent aux championnats du Monde 2010 en Corée
- Médaille d'argent aux championnats du Monde 2006 à Montreux en Suisse
- Médaille d'argent aux championnats du Monde 2002 à Taïwan
- Médaille de bronze aux championnats du Monde 1998 à Paris

### Championnats d'Europe
- Médaille d'argent aux championnats d'Europe 2009 en Italie
- Médaille d'argent aux championnats d'Europe 2005 à Jesolo
- Médaille d'or aux championnats d'Europe 2003 en Croatie
- Médaille d'or aux championnats d'Europe 2001 en Allemagne
- Médaille d'or aux championnats d'Europe 1999 en Slovaquie

### Autres compétitions
- Médaille d'or au Tetra Open of Cologne (Allemagne, 2006)
- Médaille d'or au Top tétra mondial (Cologne, 2004)
- Vainqueur de la Coupe du Monde par équipe (Hollande, 2002)
- Vainqueur du "Top 12 Européen" (Belgique, 1997)
- Champion de France depuis 1990

### Classements
- Numéro 2 mondial (janvier 2011)
- Numéro 3  français

## Distinctions
- Chevalier de la Légion d'honneur[5]
- Officier de l’Ordre national du Mérite[6]
- Médaille d’or avec cravate de commandeur de l’AFBAC (Association franco-britannique des anciens combattants)
- Médaille d’argent Jeunesse et Sports